# Jiří Veselý (tenista)
Jiří Veselý (* 10. července 1993 Příbram) je český profesionální tenista hrající levou rukou. Ve své dosavadní kariéře na okruhu ATP Tour vyhrál dva singlové i deblové turnaje. Na challengerech ATP a okruhu ITF získal osmnáct titulů ve dvouhře a šest ve čtyřhře.
Na žebříčku ATP byl ve dvouhře nejvýše klasifikován v dubnu 2015 na 35. místě a ve čtyřhře pak v červnu téhož roku na 94. místě. Od roku 2023 jej trénuje Emanuel Řehola. Dříve tuto roli plnili Jaroslav Navrátil, Jaroslav Machovský, Ladislav Simon, Michal Navrátil, Tomáš Krupa či Theodor Devoty.
V juniorském tenise vyhrál na Australian Open 2011 dvouhru a se Slovákem Filipem Horanským také čtyřhru. V závěru sezóny 2011 se jako konečná jednička stal juniorským mistrem světa. Z prvních Letních olympijských her mládeže 2010 v Singapuru si odvezl zlatou medaili z deblové soutěže. V mužském tenise dvakrát porazil úřadující světovou jedničku Novaka Djokoviće. Poprvé na Monte-Carlo Masters 2016, čímž dosáhl první kariérní výhry nad členem z elitní světové desítky, a podruhé na Dubai Tennis Championships 2022.
V českém daviscupovém týmu debutoval v roce 2013 únorovým utkáním 1. kola Světové skupiny proti Švýcarsku, v němž prohrál s Henrim Laaksonenem. Do září 2025 v soutěži nastoupil k šestnácti mezistátním utkání s bilancí 11–11 ve dvouhře a 2–4 ve čtyřhře. Česko reprezentoval na Hopmanově poháru 2016 po boku Karolíny Plíškové, s níž obsadil druhé místo základní skupiny.
V roce 2013 jej ATP vyhlásila Hvězdou zítřka, kategorie známé jako „nováček roku“. V roce 2020 se stal nejlepším českým hráčem v anketě Zlatý kanár.

## Tenisová kariéra
Tenis začal hrát již ve čtyřech letech a jako nejoblíbenější povrchy uvádí antuku a tvrdý povrch. Hraje levou rukou a startuje za tenisový oddíl TK Agrofert Prostějov. Postupně jej trénovali otec Jiří Veselý, Jaroslav Machovský a kondiční přípravu vedl Jozef Ivanko. Od jara 2012 byl jeho trenérem bývalý pátý hráč světa Jiří Novák. Před prvním kolem Světové skupiny Davisova poháru v únoru 2013 jej nahradil Jaroslav Navrátil.

### 2010
Na olympijských hrách mládeže v Singapuru získal zlatou medaili ve čtyřhře, ve dvouhře vypadl ve druhém kole s pozdějším vítězem Gomézem z Kolumbie.

### 2011

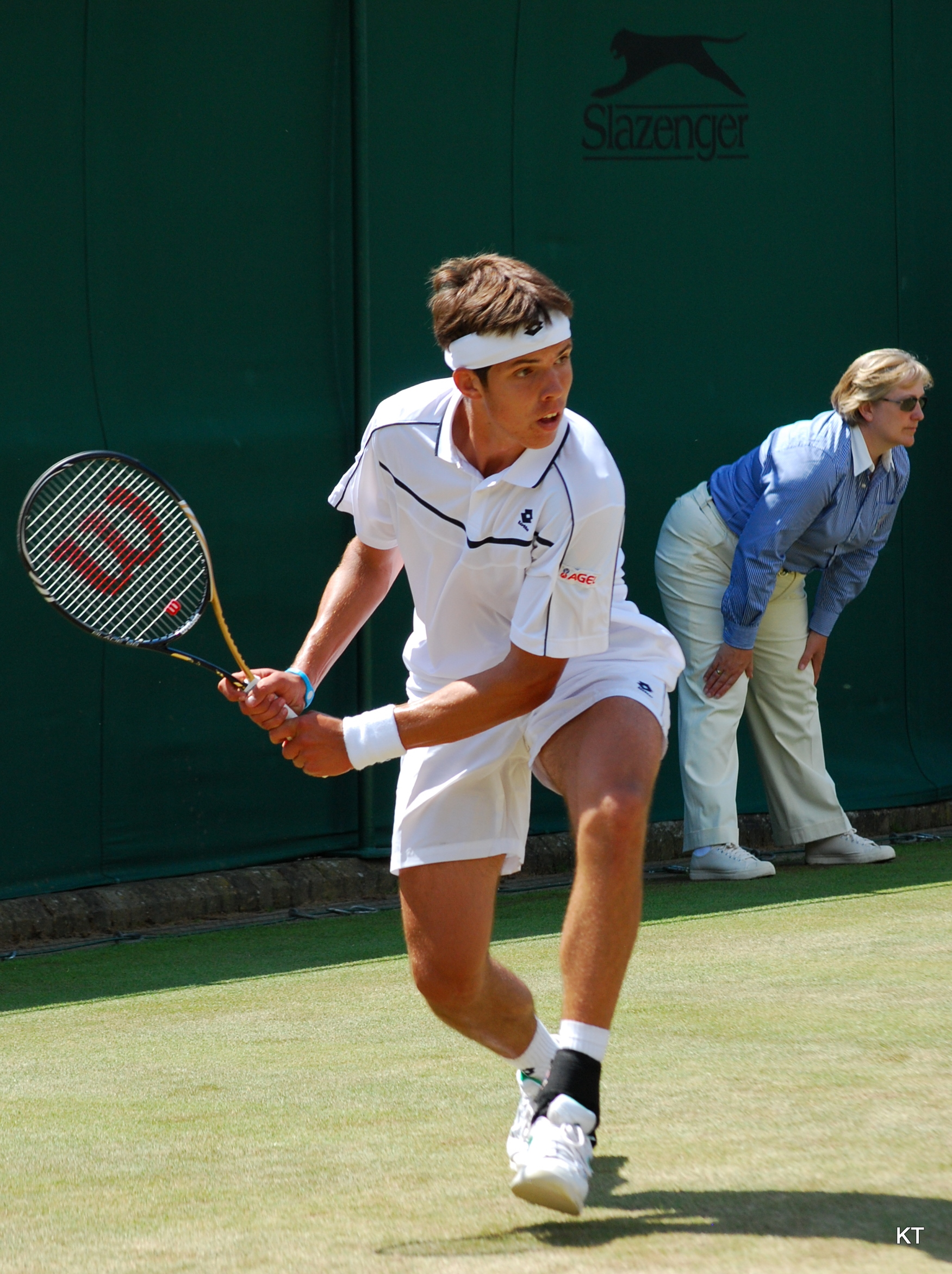
Ve 3. kole juniorky Wimbledonu 2011

V únoru byl ve věku sedmnácti let poprvé nominován do českého daviscupového týmu, jakožto nejmladší český reprezentant v historii, do hry však nezasáhl. V sezóně získal se svými juniorskými kolegy z prostějovského tenisového klubu Adamem Pavláskem a Markem Jaloviecem prvenství v juniorské soutěži Galeův pohár, a to pod vedením nehrajícího kapitána Jaroslava Machovského. Na konci roku jej Mezinárodní tenisová federace vyhlásila juniorským mistrem světa.

### 2013
V sezóně nastoupil k prvnímu utkání v Davisově poháru, když na půdě Švýcarska prohrál nedělní dvouhru 1. kola Světové skupiny s Henrim Laaksonenem. V lednu získal na okruhu ITF dva tituly v izraelském Ejlatu. Nejdříve si ve finále Isrotel Futures poradil se Španělem Guillermem Olasem. Následující týden ve stejném areálu v boji o titul zdolal irského tenistu Jamese McGeeho. Po přesunu do Ameriky si zahrál semifinále turnaje ITF v Houstonu, kde mu oplatil porážku McGee Třetí trofej roku si připsal na březnovém Harlingen Country Club Men's Futures konaném v texaském Harlingenu, kde ve finále přehrál Bjorna Fratangela ve třech setech.
Po návratu na evropský kontinent odehrál challenger v Sarajevu, kde v prvním kole porazil 83. hráče světa Blaže Kavčiče, ale ve druhém kole skončil na raketě s Tomislavem Brkićem po třísetovém boji. Premiérový titul kariéry na okruhu ATP challenger Tour získal v tureckém Mersinu, když v rozhodujícím utkání hladce porazil německého hráče Simona Greula. Na římském challengeru pak odešel poražen ve čtvrtfinále, když byl nad jeho síly Španěl Guillermo García-López. Druhý titul z challengerů přidal na ostravském Prosperita Open, kde v prvním květnovém týdnu prošel do finále, v němž si poradil s Belgičanem Stevem Darcisem. Na konci května se poprvé dostal do hlavní soutěže seniorského grandslamu - French Open, když celkem snadno postoupil z kvalifikace. V prvním kole ho čekal šestnáctý nasazený německý tenista Philipp Kohlschreiber, se kterým český tenista nakonec po 2 hodinách a 34 minutách prohrál ve čtyřech setech.

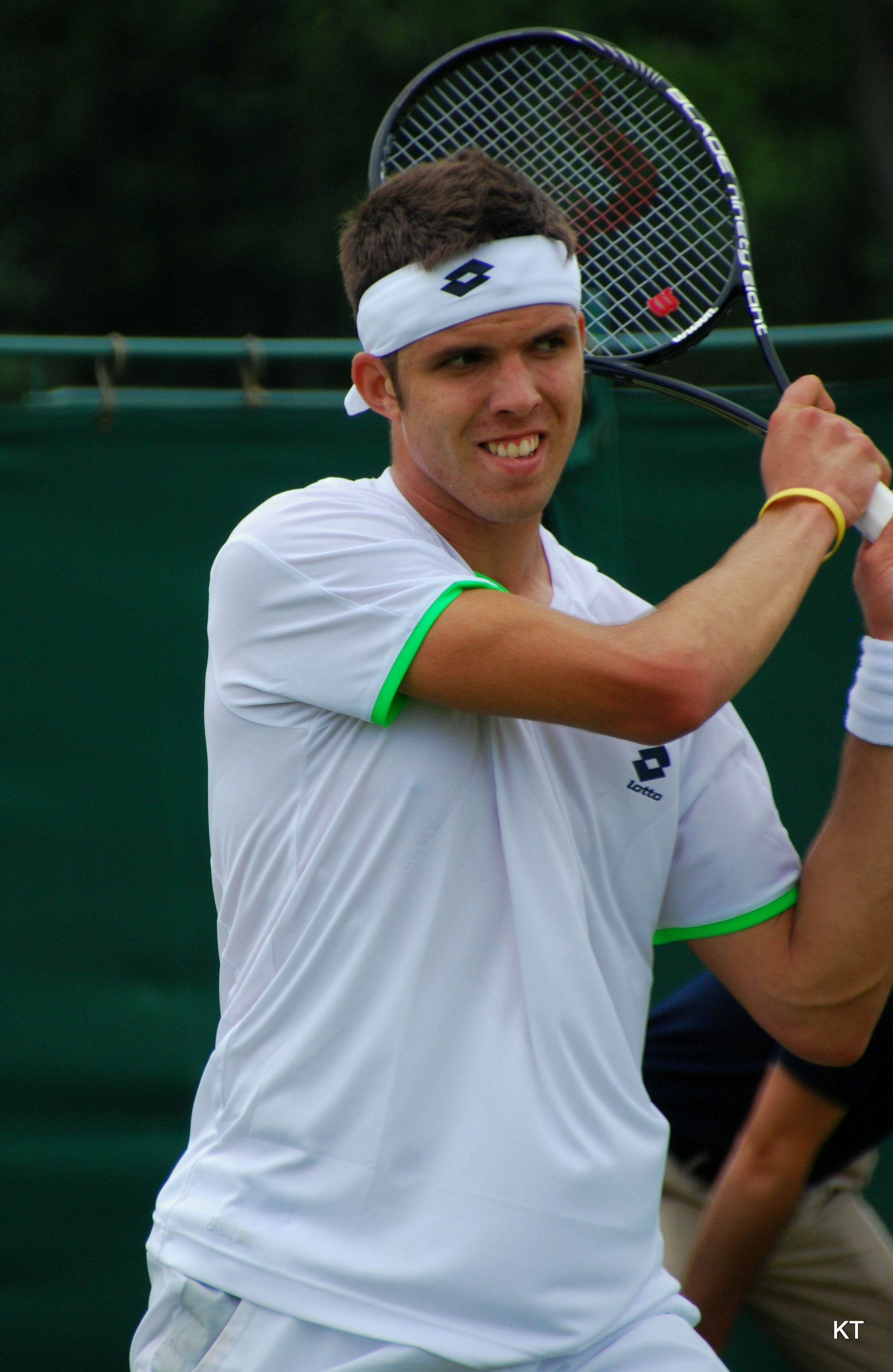
Bekhend v kvalifikaci Wimbledonu 2013

Po vyřazení na francouzském grandslamu startoval na UniCredit Czech Open v Prostějově. Jako nenasazený hráč si v prvním kole ve dvou setech poradil se španělským tenistou Guillermem Garcíou Lópezem, kterému tak oplatil porážku z dubnového challengeru v Římě téhož roku. Následující kolo vyprovodil z kurtu Američana Jacka Socka, kterého zdolal až v závěrečném tiebreaku třetího setu. Ve čtvrtfinále ho čekal 36. hráč světa a druhý nasazený Lukáš Rosol, jehož po třísetovém průběhu nakonec udolal v tiebreaku a získal tak svůj dosavadní největší skalp na okruhu ATP. V boji o finále se střetl s německým hráčem Peterem Gojowczykem, kterého opět zdolal až po třech setech. Ve finále podlehl dvojnásobnému vítězi turnaje Radkovi Štěpánkovi. Následující týden se objevil v žebříčku ATP na 106. místě a vytvořil si tak své dosavadní maximum. Kvůli nízkému postavení v žebříčku musel hrát kvalifikaci na Wimbledon, v jejímž druhém kole nestačil na Němce Dustina Browna, kterému podlehl ve dvou sadách a neprošel tak do hlavní soutěže.
Začátkem července hrál na německém challengeru v Braunschweigu, kde jako šestý nasazený zvítězil nejprve nad Francouzem Florentem Serrou, následně Němcem Janem-Lennardem Struffem, Kazachstáncem Andrejem Golubjevem, díky vítězství si zajistil přímý postup na US Open. Vítězstvím nad srbským tenistou Filipem Krajinovićem postoupil do čtvrtého challengerového finále v sezóně. V něm podlehl nejvýše nasazenému Němci Florianu Mayerovive třech setech. V následujícím vydání z 8. července pronikl poprvé v kariéře do elitní stovky žebříčku ATP, na 89. místo. Divokou kartu obdržel na chorvatský Croatia Open Umag z kategorie ATP 250. V úvodním kole ho čekal rakouský hráč Andreas Haider-Maurer, se kterým se už střel na ostravském Prosperita Open, kde ho na cestě za titulem porazil. Rakušanmu však  porážku oplatil a po hodině a půl prohrál ve dvou sadách.
Na konci července se zúčastnil nového challengeru Svijany Open v Liberci, kde jako druhý nasazený na úvod přehrál Čecha Jana Kunčíka, který startoval na divokou kartu. Ve druhém pak porazil dalšího českého hráče startujícího na divokou kartu Adama Pavláska. Ve čtvrtfinále jej čekal šestý nasazený italský tenista Thomas Fabbiano, kterého zdolal rovněž ve dvou setech. V semifinále narazil na španělského antukáře Pereho Ribu, proti němuž nezaváhal a po dvou sadách postoupil do finále. Ve finále však na něj čekal Federico Delbonis. Ztrátu úvodní sady v tiebreaku Argentinci oplatil, když zkrácenou hru druhého dějství získal těsně 9–7. V rozhodujícím setu soupeři jedinkrát prolomil servis, což rozhodlo o jeho výhře. Po téměř třech hodinách ovládl jako první tenista tento turnaj.

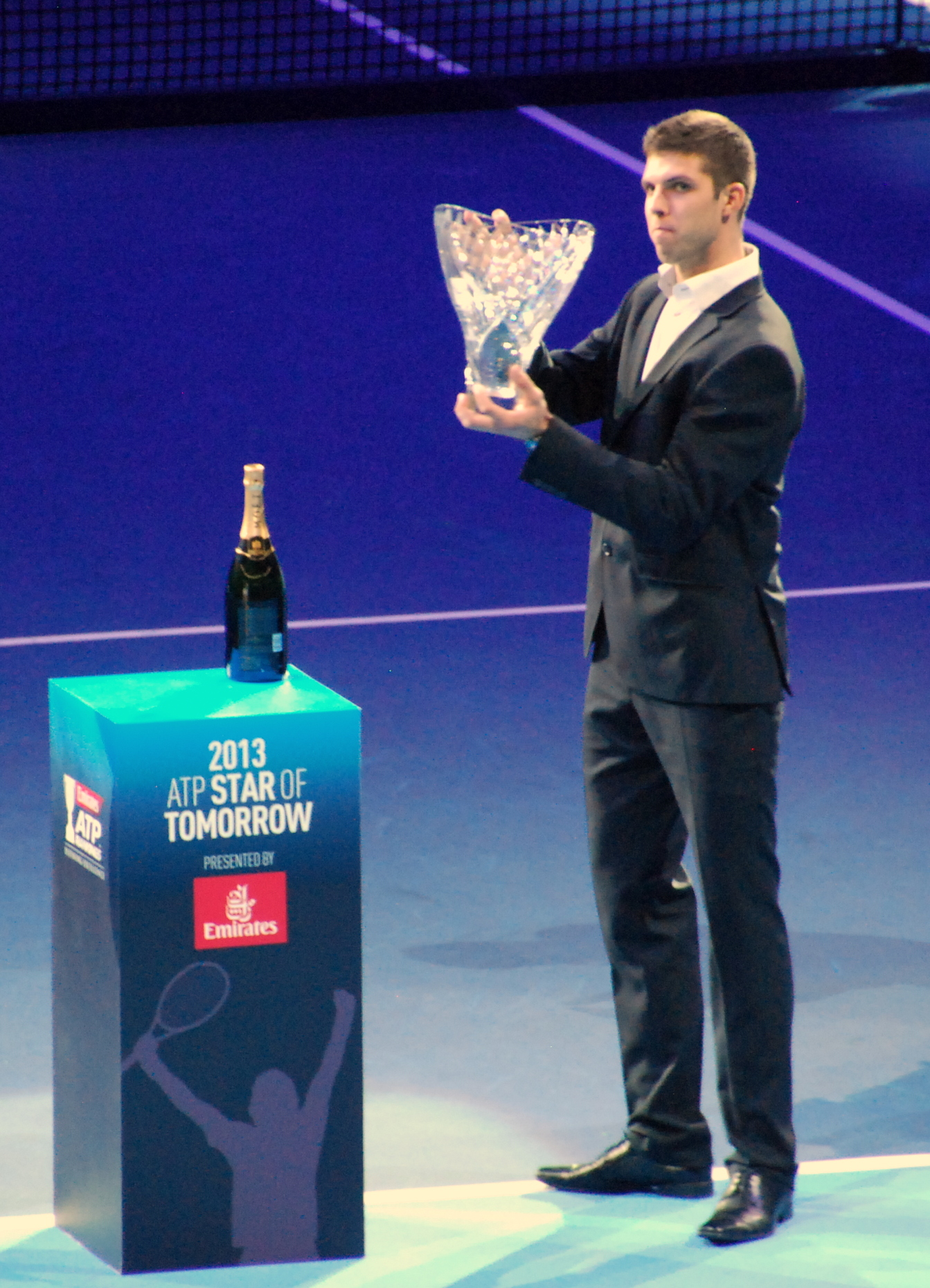
Při převzetí trofeje za cenu Hvězdy zítřka na Turnaji mistrů

Na dalším challengeru v San Marinu přešel přes dva srbské hráče Borise Pašanskiho a Dušana Lajoviće do čtvrtfinále, v němž podlehl pozdějšímu šampionu Marcu Cecchinatu ve třech setech. Koncem srpna čekal Veselého jeho druhý grandslam v dospělé kategorii, a to US Open. V úvodním kole mu byl nalosován americký tenista Denis Kudla. V úvodních dvou sadách uhrál po dvou gamech. Třetí set získal ve zkrácené hře, v níž odvrátil mečbol. Do čtvrtého dějství vstoupil prolomeným podáním soupeře. Kudla si ale vzal ztracený servis zpět a zápas poté vyhrál. V polovině září byl nominován k semifinálovému utkání Davisova poháru proti Argentině, přes kterou český tým postoupil výsledkem 3:2 na zápasy do finále. Už za rozhodnutého stavu nastoupil v posledním utkání proti Leonardu Mayerovi, jemuž podlehl a ani v druhém utkání v týmové soutěži tak neuspěl.
Poté následoval jeho druhý turnaj v kategorii ATP 250, Open de Moselle ve francouzských Métách. V prvním kole však podlehl Argentinci Carlosu Berlocqovi. V úvodní fázi francouzského challengeru v Orléans si snadno poradil s ruským tenistou Teimurazem Gabašvilim, kterého porazil ve dvou setech. V následujícím kole se střetl s Italem Flaviem Cipollou a po tříhodinové bitvě, kdy dokázal odvrátit dva mečboly, soupeře udolal. Ve čtvrtfinále se utkal s Francouzem Benoîtem Pairem, kterému v průběhu třetího setu kvůli zranění kotníku utkání vzdal. Ani pátý start na turnaji ATP nedokázal Veselý přetavit ve vítězství a to, když na úvod moskevského Kremlin Cupu podlehl o téměř deset let staršímu deblovému specialistovi Édouardu Rogerovi-Vasselinovi. Při jeho posledním turnaji v Bratislavě přešel přes Francouze Lucase Pouilleho do druhého kole, v němž nestačil na bosenského hráče Damira Džumhura, kterému podlehl ve třech setech.
Za předvedené výkony v této sezóně, kdy dokázal vyhrát tři challengerové turnaje a dokázal se z 264. místa vyšplhat do první světové stovky, jej ATP vyhlásila Hvězdou zítřka, trofejí pro nejmladšího hráče v elitní stovce světového žebříčku.

### 2014

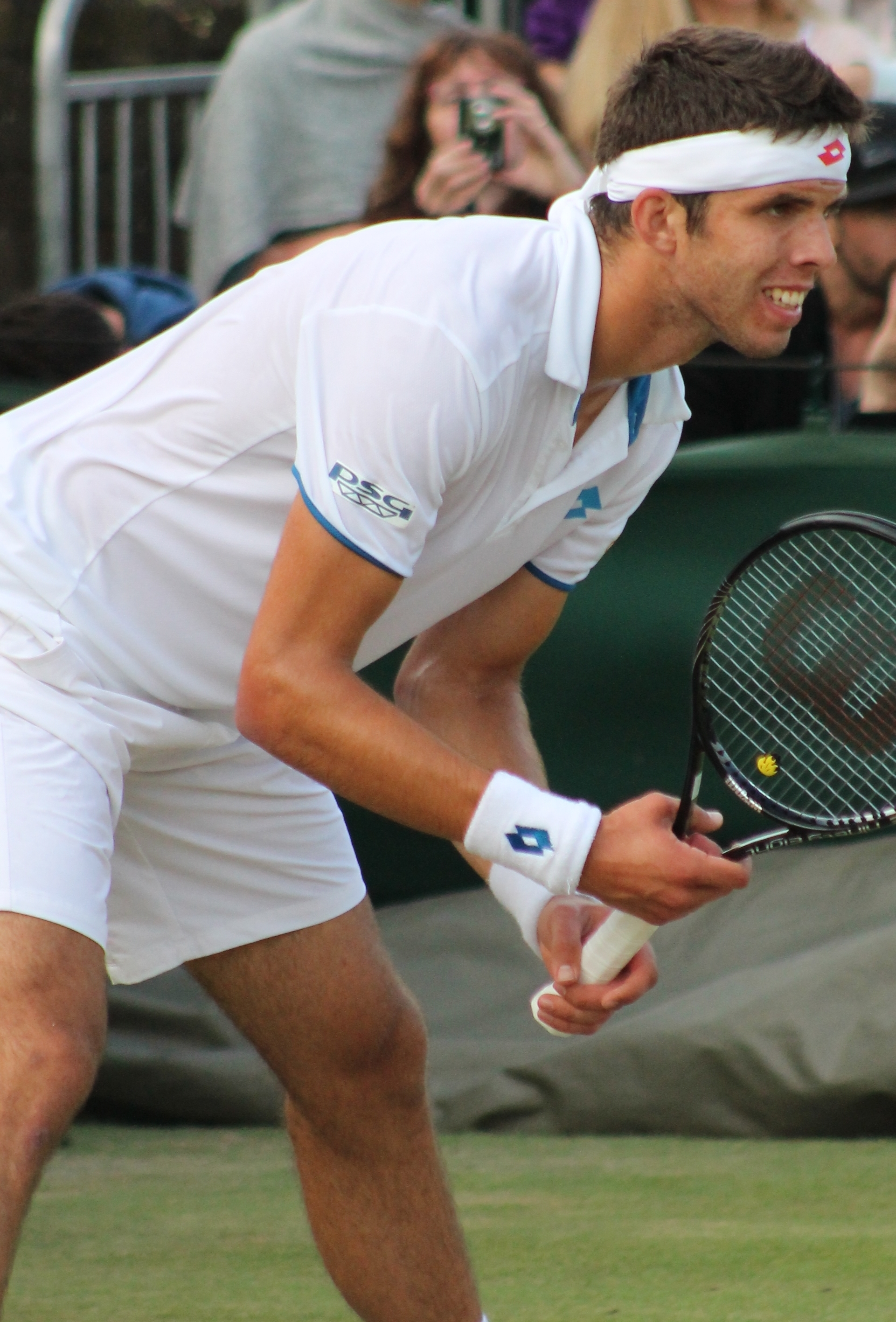
V kvalifikaci Wimbledonu 2014

Sezónu rozehrál na indickém Chennai Open jako 85. hráč žebříčku. Na úvod ho čekal domácí tenista Džívan Nedunčežijan, kterého porazil a připsal si tak premiérové vítězství na okruhu ATP. Hned další kolo však na turnaji dohrál, a to když nestačil na sedmého nasazeného a padesátého třetího hráče světa Francouze Édouarda Rogere-Vasselina
Ještě před prvním grandslamem sezóny se pokusil kvalifikovat do hlavní soutěže turnaje v Sydney, avšak ve třetím kole nestačil na německého hráče Jana-Lennarda Struffa. Na Australian Open, kde poprvé startoval v hlavní soutěži, skončil v prvním kole na raketě devatenáctého nasazeného Jihoafričana Kevina Andersona, kterému podlehl 2:3 na sety, i když v průběhu utkání vedl 2:0.
Následně startoval na německém challengeru Intersport Heilbronn Open v Heilbronnu, kde startoval jako třetí nasazený hráč. Po vítězstvích nad Belgičanem Rubenem Bemelmansem, a Rumunem Adrianem Ungurem se probojoval do čtvrtfinále, kde porazil Andrease Haidera-Maurera a postoupil tak dále. V zápase o finále však nestačil na domácího tenistu s polskými kořeny Petera Gojowczyka, když mu ani jednou nesebral podání a prohrál tak po dvou sadách6. Potom odjel na turnaj ATP do Memphisu, kde v úvodním kole porazil Marinka Matoševiče. V osmifinále nestačil na Jacka Socka. V Delray Beach skončil hned v 1. kole na raketě Marcose Baghdatise. Poté se zúčastnil poprvé v kariéře turnaje kategorie Masters. V Indian Wells porazil Igora Sijslinga a Pabla Andujara. Ve třetí fázi nestačil v krásném a vyrovnaném zápase na Andyho Murraye.

### 2015
Druhý týden sezóny zavítal na aucklandský Heineken Open, kde do hlavní soutěže postoupil z kvalifikace. V úvodním kole přehrál Brazilce Thomaze Bellucciho, následně vyřadil druhého nasazeného Lotyše Ernestsa Gulbise ve třech setech. Donald Young ve čtvrtfinále získal pouze pět gamů a v semifinále jej nezastavila ani jihoafrická turnajová čtyřka Kevin Anderson, proti níž zvládl koncovky obou setů. Ve finále zdolal Francouze Adriana Mannarina. Připsal si tak premiérové turnajové vítězství na okruhu ATP Tour a stal se šestým šampionem turnaje ATP Tour narozeným v 90. letech 20. století, když navázal na Raonice, Dimitrova, Goffina, Tomica a Delbonise. Bodový zisk jej poprvé v kariéře posunul mezi elitní čtyřicítku hráčů žebříčku ATP, a to o dvacet čtyři příček výše, když figuroval na 39. místě. V úvodním kole Australian Open nestačil na čerstvého vítěze sydneyského turnaje Viktora Troickiho. V dubnu se probojoval do finále antukového BRD Năstase Țiriac Trophy v Bukurešti, kde podlehl pátému nasazenému Španělovi Guillermu Garcíovi Lópezovi až po dvou prohraných tiebreacích.

### 2016
Na úvod roku reprezentoval Českou republiku na perthském Hopmanově poháru po boku Karolíny Plíškové. V singlových zápasech zdolal bývalou australskou světovou jedničku Lleytona Hewitta a podlehl Ukrajinci Alexandru Dolgopolovovi stejně jako americkému hráči Jacku Sockovi. S jednou výhrou a dvěma porážkami se český výběr umístil na druhém, prvním nepostupovém, místě skupiny A. Lednové Australian Open znamenalo vyřazení v prvním kole od argentinského kvalifikanta Renza Olivy, když ztratil vedení 2–1 na sety.
Na antukovém Monte-Carlo Rolex Masters se ve druhém kole postaral o překvapení, když 13. dubna zdolal světovou jedničku a obhájce titulu Novaka Djokoviće ve třech setech. Pro českého 55. hráče žebříčku to byla první kariérní výhra nad členem elitní světové desítky. Srb tak utržil druhou porážku v probíhající sezóně a nejranější prohru za předešlé tři roky, když naposledy předtím vypadl v této fázi s Grigorem Dimitrovem na Mutua Madrid Open 2013. Jednalo se také o Srbův první nezvládnutý zápas s hráčem mimo Top 50 od vyřazení 74. mužem klasifikace Xavierem Malissem na AEGON Championships 2010. Ukončil tak sérii devíti vyhraných turnajů z posledních deseti startů. Ve třetím monackém kole pak Veselý nestačil na francouzskou nasazenou třináctku a pozdějšího finalistu Gaëla Monfilse, když uhrál jen tři gamy. Na French Open na úvod vyřadil Američana Rajeeva Rama po čtyřsetovém průběhu, aby poté neuhrál ani sadu na španělského antukáře Nicoláse Almagra.

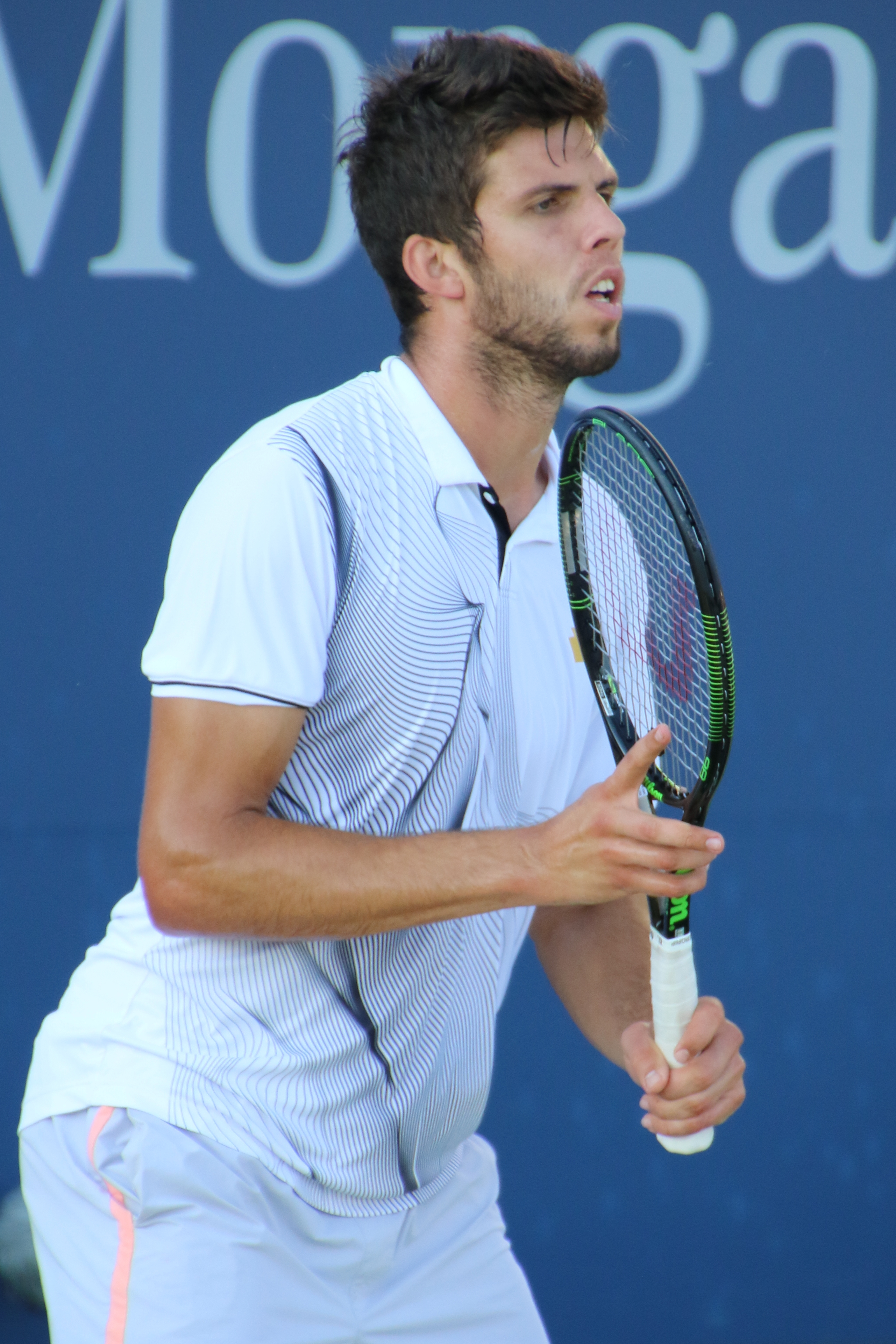
Na US Open 2016 odstoupil před druhým kolem

Do premiérového čtvrtého kola na grandslamu se probojoval ve Wimbledonu. V úvodních třech kolech neztratil žádný set a na jeho raketě skončili nizozemský kvalifikant Igor Sijsling, rakouská světová osmička Dominic Thiem, s nímž se poprvé utkal již v žákovském věku devíti let, a portugalská turnajová jednatřicítka João Sousa. Poté svedl první ryze český zápas ve wimbledonské mužské dvouhře od duelu Štěpánka s Hernychem v roce 2008 proti desátému nasazenému Tomáši Berdychovi. Za Berdychova vedení 2–1 na sety, 6–5 a 40:0 odvrátil při svém podání tři mečboly. Následně získal 10 z 11 míčů a v tiebreaku se ujal vedení 6:1. Pět setbolů v řadě však nezužitkoval. Série dalších šesti míčů pro oponenta znamenala poměr 6:7 a čtvrtý mečbol pro Berdycha, který prohospodařil i pátou šanci na ukončení zápasu, přestože čárový rozhodčí při mečbolu zahlásil Veselému aut. Hlavní rozhodčí však rozhodnutí změnil a opakovanou výměnu získal mladší 22letý hráč. Jestřábí oko v té chvíli nefungovalo pro přílišnou tmu, na niž si v závěru čtvrté sady stěžoval i Berdych. Veselý si zkrácenou hru připsal poměrem 11:9 a po 3:22 hodinách se duel musel dohrávat příští den. V úterní páté sadě dominoval devátý hráč žebříčku Berdych, jenž ji za 34 minut získal výsledkem 6–3 po využití osmého mečbolu. Po turnaji postoupil o šestnáct míst na 50. příčku.

## Finále na okruhu ATP Tour
| Legenda                     |
| --------------------------- |
| D – dvouhra; Č – čtyřhra    |
| Grand Slam (0)              |
| Turnaj mistrů (0)           |
| ATP Tour Masters 1000 (0)   |
| ATP Tour 500 (0–1 D)        |
| ATP Tour 250 (2–1 D; 2–1 Č) |

| Tituly podle povrchu  |
| --------------------- |
| tvrdý (2–1 D; 1–0 Č)  |
| tráva (0)             |
| antuka (0–1 D; 1–1 Č) |
| koberec (0)           |

| Tituly podle místa   |
| -------------------- |
| venku (2–2 D; 1–1 Č) |
| hala (1–0 Č)         |

### Dvouhra: 4 (2–2)
| Stav      | č. | datum          | turnaj                         | kategorie | povrch | soupeř ve finále       | výsledek             |
| --------- | -- | -------------- | ------------------------------ | --------- | ------ | ---------------------- | -------------------- |
| Vítěz     | 1. | 17. ledna 2015 | Auckland, Nový Zéland          | ATP 250   | tvrdý  | Adrian Mannarino       | 6–3, 6–2             |
| Finalista | 1. | 26. dubna 2015 | Bukurešť, Rumunsko             | ATP 250   | antuka | Guillermo García-López | 6–7(5–7), 6–7(11–13) |
| Vítěz     | 2. | 9. února 2020  | Puné, Indie                    | ATP 250   | tvrdý  | Jegor Gerasimov        | 7–6(7–2), 5–7, 6–3   |
| Finalista | 2. | 26. února 2022 | Dubaj, Spojené arabské emiráty | ATP 500   | tvrdý  | Andrej Rubljov         | 3–6, 4–6             |

### Čtyřhra: 3 (2–1)
| Stav      | č. | datum             | turnaj            | kategorie | povrch    | spoluhráč        | soupeři ve finále            | výsledek      |
| --------- | -- | ----------------- | ----------------- | --------- | --------- | ---------------- | ---------------------------- | ------------- |
| Vítěz     | 1. | 19. října 2014    | Moskva, Rusko     | ATP 250   | tvrdý (h) | František Čermák | Samuel Groth Chris Guccione  | 7–6(7–2), 7–5 |
| Vítěz     | 2. | 7. května 2017    | Istanbul, Turecko | ATP 250   | antuka    | Roman Jebavý     | Tuna Altuna Alessandro Motti | 6–0, 6–0      |
| Finalista | 1. | 22. července 2018 | Umag, Chorvatsko  | ATP 250   | antuka    | Roman Jebavý     | Matwé Middelkoop Robin Haase | 4–6, 4–6      |

## Finále na challengerech ATP a okruhu Futures
| Legenda                    |
| -------------------------- |
| D – dvouhra; Č – čtyřhra   |
| Challengery (9–4 D; 1–3 Č) |
| Futures (9–1 D; 5–1 Č)     |

| Tituly podle povrchu   |
| ---------------------- |
| tvrdý (5–0 D; 2–0 Č)   |
| antuka (12–5 D; 4–3 Č) |
| tráva (0)              |
| koberec (1–0 D; 0–1 Č) |

### Dvouhra: 23 (18–5)
| Stav      | č. | datum             | turnaj                        | okruh      | povrch      | soupeř ve finále  | výsledek                |
| --------- | -- | ----------------- | ----------------------------- | ---------- | ----------- | ----------------- | ----------------------- |
| Vítěz     | 1. | 15. května 2011   | Teplice, Česko                | Futures    | antuka      | Norbert Gombos    | 3–6, 7–6, 6–1           |
| Vítěz     | 2. | 8. června 2012    | Šen-čen, Čína                 | Futures    | tvrdý       | Austin Krajicek   | 6–4, 7–5                |
| Vítěz     | 3. | 15. července 2012 | Prostějov, Česko              | Futures    | antuka      | Dominic Thiem     | 6–4, 6–4                |
| Vítěz     | 4. | 22. července 2012 | Praha, Česko                  | Futures    | antuka      | Norbert Gombos    | 6–4, 6–0                |
| Finalista | 1. | 29. července 2012 | Liberec, Česko                | Futures    | antuka      | Adam Pavlásek     | 6–3, 6–7(3–7), 0–6      |
| Vítěz     | 5. | 11. srpna 2012    | Wels, Rakousko                | Futures    | antuka      | Marc Rath         | 6–2, 6–2                |
| Vítěz     | 6. | 22. září 2012     | Espinho, Portugalsko          | Futures    | antuka      | Henri Laaksonen   | 6–2, 6–4                |
| Vítěz     | 7. | 20. ledna 2013    | Ejlat, Izrael                 | Futures    | tvrdý       | Guillermo Olaso   | 6–1, 6–2                |
| Vítěz     | 8. | 27. ledna 2013    | Ejlat, Izrael (2)             | Futures    | tvrdý       | James McGee       | 6–2, 6–4                |
| Vítěz     | 9. | 3. března 2013    | Harlingen, Spojené státy      | Futures    | tvrdý       | Bjorn Fratangelo  | 5–7, 7–6(7–4), 6–3      |
| Vítěz     | 1. | 14. dubna 2013    | Mersin, Turecko               | Challenger | antuka      | Simon Greul       | 6–1, 6–1                |
| Vítěz     | 2. | 5. května 2013    | Ostrava, Česko                | Challenger | antuka      | Steve Darcis      | 6–4, 6–4                |
| Finalista | 1. | květen 2013       | Prostějov, Česko              | Challenger | antuka      | Radek Štěpánek    | 4–6, 2–6                |
| Finalista | 2. | červenec 2013     | Braunschweig, Německo         | Challenger | antuka      | Florian Mayer     | 6–4, 2–6, 1–6           |
| Vítěz     | 3. | 4. srpna 2013     | Liberec, Česko                | Challenger | antuka      | Federico Delbonis | 6–7(2–7), 7–6(9–7), 6–4 |
| Vítěz     | 4. | 7. června 2014    | Prostějov, Česko              | Challenger | antuka      | Norbert Gombos    | 6–2, 6–2                |
| Finalista | 3. | červen 2014       | Praha, Česko                  | Challenger | antuka      | Lukáš Rosol       | 6–3, 4–6, 4–6           |
| Vítěz     | 5. | 6. června 2015    | Prostějov, Česko (2)          | Challenger | antuka      | Laslo Djere       | 6–4, 6–2                |
| Vítěz     | 6. | 5. června 2017    | Prostějov, Česko (3)          | Challenger | antuka      | Federico Delbonis | 5–7, 6–1, 7–5           |
| Finalista | 4. | květen 2018       | Heilbronn, Německo            | Challenger | antuka      | Rudolf Molleker   | 6–4, 4–6, 5–7           |
| Vítěz     | 7. | 3. listopadu 2019 | Eckental, Německo             | Challenger | koberec (h) | Steve Darcis      | 6–4, 4–6, 6–3           |
| Vítěz     | 8. | 10. října 2021    | Mouilleron-le-Captif, Francie | Challenger | tvrdý (h)   | Norbert Gombos    | 6–4, 6–4                |
| Vítěz     | 9. | 12. května 2024   | Praha, Česko                  | Challenger | antuka      | Gauthier Onclin   | 6–2, 3–6, 7–6(7–3)      |

### Čtyřhra 10 (6–4)
| Stav      | č. | datum             | turnaj                    | povrch     | spoluhráč   | soupeři ve finále | výsledek                                  |                    |
| --------- | -- | ----------------- | ------------------------- | ---------- | ----------- | ----------------- | ----------------------------------------- | ------------------ |
| Finalista | 1. | listopad 2010     | Opava, Česko              | Futures    | koberec (h) | Radim Urbánek     | Michal Konečný Daniel Lustig              | 6–7(7–9), 2–6      |
| Finalista | 1. | květen 2012       | Ostrava, Česko            | Challenger | antuka      | Adam Pavlásek     | Radu Albot Teimuraz Gabašvili             | 5–7, 7–5, [8–10]   |
| Vítěz     | 1. | 20. května 2012   | Most, Česko               | Futures    | antuka      | Jaroslav Pospíšil | Érik Chvojka Marek Michalička             | 6–1, 6–4           |
| Vítěz     | 2. | 27. května 2012   | Jablonec nad Nisou, Česko | Futures    | antuka      | Jaroslav Pospíšil | Peter Luczak Blake Mott                   | 7–5, 6–4           |
| Vítěz     | 3. | 15. července 2012 | Prostějov, Česko          | Futures    | antuka      | Adam Pavlásek     | Riccardo Bellotti Dominic Thiem           | 7–6(7–2), 6–3      |
| Vítěz     | 4. | 20. ledna 2013    | Ejlat, Izrael             | Futures    | tvrdý       | Roman Jebavý      | Jaime Pulgar-Garcia Andoni-Vivanco Guzmán | 6–3, 6–1           |
| Vítěz     | 5. | 27. ledna 2013    | Ejlat, Izrael (2)         | Futures    | tvrdý       | Roman Jebavý      | Matteo Fago Claudio Grassi                | 6–4, 7–5           |
| Vítěz     | 1. | 15. června 2014   | Praha, Česko              | Challenger | antuka      | Roman Jebavý      | Lee Hsin-han Čang Ce                      | 6–1, 6–3           |
| Finalista | 2. | červen 2018       | Caltanissetta, Itálie     | Challenger | antuka      | Blaž Rola         | Federico Gaio Andrea Pellegrino           | 6–7(4–7), 6–7(5–7) |
| Finalista | 3. | červen 2019       | Prostějov, Česko          | Challenger | antuka      | Jiří Lehečka      | Filip Polášek Philipp Oswald              | 4–6, 6–7(4–7)      |

## Chronologie výsledků na Grand Slamu

### Dvouhra
| Turnaj          | 2012 | 2013    | 2014    | 2015    | 2016    | 2017    | 2018    | 2019    | 2020    | 2021    | 2022    | 2023    | 2024    | 2025 | SR     | V–P   |
| --------------- | ---- | ------- | ------- | ------- | ------- | ------- | ------- | ------- | ------- | ------- | ------- | ------- | ------- | ---- | ------ | ----- |
| Australian Open | Q1   | A       | 1. kolo | 1. kolo | 1. kolo | 1. kolo | 2. kolo | 1. kolo | A       | 2. kolo | 1. kolo | A       | 1. kolo | A    | 0 / 9  | 2–9   |
| French Open     | A    | 1. kolo | 2. kolo | 1. kolo | 2. kolo | 3. kolo | 1. kolo | 1. kolo | 2. kolo | 1. kolo | 1. kolo | 1. kolo | A       |      | 0 / 11 | 5–11  |
| Wimbledon       | A    | Q2      | 3. kolo | 2. kolo | 4. kolo | 2. kolo | 4. kolo | 3. kolo | NH      | 2. kolo | 3. kolo | 2. kolo | Q2      |      | 0 / 9  | 16–9  |
| US Open         | A    | 1. kolo | 1. kolo | 3. kolo | 2. kolo | 1. kolo | A       | 1. kolo | 1. kolo | 1. kolo | 1. kolo | 3. kolo | A       |      | 0 / 10 | 5–9   |
| výhry–prohry    | 0–0  | 0–2     | 3–4     | 3–4     | 5–3     | 3–4     | 4–3     | 2–4     | 0–1     | 2–4     | 2–4     | 3–3     | 0–1     | 0–0  | 0 / 39 | 28–38 |

Vysvětlivky
1. ↑  Veselý odstoupil před druhým kolem US Open 2016. Neodehrané utkání tak nebylo započítáno jako prohraný zápas.

### Čtyřhra
| Turnaj          | 2013    | 2014    | 2015    | 2016    | 2017    | 2018    | 2019 | 2020    | 2021    | 2022    | 2023 | 2024 | 2025 | SR     | V–P  |
| --------------- | ------- | ------- | ------- | ------- | ------- | ------- | ---- | ------- | ------- | ------- | ---- | ---- | ---- | ------ | ---- |
| Australian Open | A       | A       | 1. kolo | 2. kolo | 1. kolo | 1. kolo | A    | A       | 1. kolo | 1. kolo | A    | A    | A    | 0 / 6  | 1–6  |
| French Open     | A       | A       | 2. kolo | 1. kolo | 3. kolo | 1. kolo | A    | 1. kolo | A       | 1. kolo | A    | A    |      | 0 / 6  | 3–6  |
| Wimbledon       | Q2      | 2. kolo | 1. kolo | A       | 1. kolo | A       | A    | NH      | 1. kolo | A       | A    | A    |      | 0 / 4  | 1–4  |
| US Open         | 2. kolo | 2. kolo | 2. kolo | A       | 1. kolo | A       | A    | A       | A       | 1. kolo | A    | A    |      | 0 / 5  | 3–5  |
| výhry–prohry    | 1–1     | 2–2     | 2–3     | 1–2     | 2–4     | 0–2     | 0–0  | 0–1     | 0–2     | 0–3     | 0–0  | 0–0  | 0–0  | 0 / 21 | 8–21 |

| Legenda | Legenda                                   | Legenda | Legenda                     |
| ------- | ----------------------------------------- | ------- | --------------------------- |
| SR      | poměr vyhraných turnajů ku všem odehraným | W–L V–P | výhry–prohry                |
| NH      | daný rok se turnaj nekonal                | A       | turnaje se hráč nezúčastnil |
| 1Q / LQ | prohra v (kole) kvalifikace               | 1k / 1R | prohra v daném kole turnaje |
| QF / ČF | prohra ve čtvrtfinále                     | SF      | prohra v semifinále         |
| F       | prohra ve finále                          | Vítěz   | vítězství v turnaji         |

## Vítězství nad hráči Top 10
| Č.                                                                                              | hráč             | ATP | turnaj                                | povrch | fáze        | skóre                        | JV   |
| ----------------------------------------------------------------------------------------------- | ---------------- | --- | ------------------------------------- | ------ | ----------- | ---------------------------- | ---- |
| 2016                                                                                            |                  |     |                                       |        |             |                              |      |
| 1.                                                                                              | Novak Djoković   | 1.  | Monte-Carlo, Monako                   | antuka | 2. kolo     | 6–4, 2–6, 6–4                | 55.  |
| 2.                                                                                              | Dominic Thiem    | 8.  | Wimbledon, Londýn, Spojené království | tráva  | 2. kolo     | 7–6(7–4), 7–6(7–5), 7–6(7–3) | 64.  |
| 2019                                                                                            |                  |     |                                       |        |             |                              |      |
| 3.                                                                                              | Alexander Zverev | 5.  | Wimbledon, Londýn, Spojené království | tráva  | 1. kolo     | 4–6, 6–3, 6–2, 7–5           | 124. |
| 2022                                                                                            |                  |     |                                       |        |             |                              |      |
| 4.                                                                                              | Novak Djoković   | 1.  | Dubaj, Spojené arabské emiráty        | tvrdý  | čtvrtfinále | 6–4, 7–6(7-4)                | 123. |
| (h) – hala, ATP – aktuální postavení soupeře na žebříčku výhra nad úřadující světovou jedničkou |                  |     |                                       |        |             |                              |      |

## Postavení na konečném žebříčku ATP

### Dvouhra
| Rok    | 2010   | 2011   | 2012   | 2013  | 2014  | 2015  | 2016  | 2017  | 2018  | 2019   | 2020  | 2021  | 2022   | 2023   | 2024   |
| Pořadí | ▲ 862. | ▲ 603. | ▲ 260. | ▲ 85. | ▲ 66. | ▲ 41. | ▼ 55. | ▼ 62. | ▼ 89. | ▼ 105. | ▲ 68. | ▼ 83. | ▼ 109. | ▼ 292. | ▼ 341. |

### Čtyřhra
| Rok    | 2010    | 2011   | 2012   | 2013   | 2014   | 2015   | 2016   | 2017   | 2018   | 2019   | 2020   | 2021   | 2022   | 2023    | 2024    |
| Pořadí | ▲ 1133. | ▲ 812. | ▲ 424. | ▲ 305. | ▲ 123. | ▼ 181. | ▼ 184. | ▲ 135. | ▼ 177. | ▼ 584. | ▼ 651. | ▲ 342. | ▼ 678. | ▼ 1334. | ▲ 1051. |